# Flankeringstårn
Et flankeringstårn er et fæstningstårn, der er placeret på ydersiden af en forsvarsmur eller anden befæstet struktur og derved udgør en flanke. Fra toppen af tårnet og skydeskårene kunne murstrækningen mellem tårnene (den såkaldte ringmur) beskydes fra siden med langdistancevåben og derved gøre det nemmere at forsvare muren.
I højmiddelalderlige og senmiddelalderlige borge og bymure havde flankeringstårne ofte en halvcirkelformet grundplan eller en kombination af rektangulær inderside og halvcirkelformet yderside. Der fandtes også runde og firkantede tårne.
Flankeringstårne placeret i hjørnet af fæstning findes for eksempel i befæstningen omkring Alhambra og ved herresædet Schloss Hugenpoet i tyskland; Burg Wellheim har et firkantet flankeringstårn. Halvcirkelformede flankeringstårne var almindelige i sasanidisk arkitektur.
Inden for kirkearkitektur er et flankeringstårn et halvcirkelformet eller polygonalt (for eksempel ottekantet) tårn på kirkens ydermur. Kirken Groß St. Martin i Köln har flere flankeringstårne.